# Schaufelbühl (Ort)
Der Weiler Schaufelbühl auf 770 bis 815 m ü. M. gehört zum Dorf Grünenmatt, das Teil der Gemeinde Lützelflüh im Schweizer Kanton Bern ist. Er liegt auf der Westseite (Schaufelbühl) und der Ostseite (Schaufelbühl-Neuhaus) knapp unterhalb des Grats der Egg, eines Hügelzugs im Emmental, der von Lützelflüh bis Affoltern reicht.

## Siedlung
Es befinden sich 15 Wohngebäude in Schaufelbühl, davon fünf grosse Bauernhäuser im für das Emmental typischen Stil. Sie bestehen jeweils aus einem Haupthaus, einem «Stöckli» und Nebengebäuden. In zweien der fünf Höfe wird noch Landwirtschaft betrieben, die anderen werden zur Pferdehaltung, als Handwerks- und Kunstbetrieb und als Wohnhäuser genutzt. Auch die ehemalige Käserei ist inzwischen stillgelegt und in Privatbesitz. Schaufelbühl ist nicht ans Hydranten-Netz angeschlossen, sondern verfügt über einen Löschwasserteich.

## Verkehr
Schaufelbühl liegt an der beliebten Ausflugsstrecke zwischen Lützelflüh und der Schaukäserei in Affoltern i. E. In den letzten Jahren wurde die befestigte Strasse mit wenig Höhenunterschieden zusehends auch bei Velofahrern und eBikern beliebt (Herzroute Willisau–Langnau). Aufgrund der engen Strasse und der unübersichtlichen Hofzufahrten, spielender Kinder und teils freilaufender Tiere ist die Höchstgeschwindigkeit auf 30 km/h beschränkt. Einkäufe und sonstige tägliche Besorgungen werden entweder in Sumiswald, Lützelflüh, Rüegsau, Rüegsauschachen oder Hasle b. Burgdorf getätigt. Der Winterdienst ist eingeschränkt, weshalb viele Einwohner Allradfahrzeuge nutzen.
Schaufelbühl ist nicht mit dem öffentlichen Verkehr erschlossen. Es ist aber zu Fuss erreichbar ab folgenden Startpunkten:
- Rüegsbach (Bushaltestelle Rüegsbach-Dorf). Dauer: 31 min, Distanz 2,7 km, Aufstieg 160 Höhenmeter
- Gammenthal (Sumiswald-Gammenthal). Dauer: 31 min, Distanz: 2,6 km, Aufstieg 125 Höhenmeter
- Grünenmatt (Bahnhof Grünenmatt). Dauer: 40 min, Distanz: 3,4 km, Aufstieg 168 Höhenmeter
- Lützelflüh (Bahnhof Lützelflüh-Goldbach). Dauer: 63 min, Distanz 5,8 km, Aufstieg 252 Höhenmeter

## Landwirtschaft
Landwirtschaftlich handelt es sich um voralpine Hügelzone, weshalb auch hier spezielle Fahrzeuge (Allradtraktoren mit Doppelrad, Gebirgstraktoren) nötig sind. Die landwirtschaftlich nutzbaren Flächen werden mehrheitlich zur Grünfuttergewinnung und zum Maisanbau genutzt.

## Bildung
Kindergarten und Oberstufe befinden sich in Lützelflüh, die Primarschule können die Kinder von Schaufelbühl im nahe gelegenen Schulhaus Egg besuchen.